# Krananda diversa
Krananda diversa är en fjärilsart som beskrevs av W. Warren 1894. Krananda diversa ingår i släktet Krananda och familjen mätare. Inga underarter finns listade i Catalogue of Life.